# Robert John Lange
Robert John „Mutt” Lange (ur. 11 listopada 1948 w Mufulira) – południowoafrykański producent muzyczny oraz piosenkarz, najbardziej znany ze współpracy z takimi wykonawcami jak AC/DC, Def Leppard, Bryan Adams czy Shania Twain. Najbardziej znany jest pod pseudonimem „Mutt” Lange. Należy do ścisłej czołówki producentów muzycznych w historii muzyki rockowej. Wyprodukował albumy takich artystów jak AC/DC, Def Leppard, Foreigner, Bryan Adams, oraz wielu innych. W drugiej połowie lat 90. nawiązał współpracę z piosenkarką country, Shania Twain. W 1997 roku wyprodukował album artystki zatytułowany „Come On Over”, który jest najlepiej sprzedającym się albumem wszech czasów, nagranych przez kobietę. W roku 2008 współpracował z kanadyjską grupą Nickelback, przy okazji nagrywania albumu „Dark Horse”. W 2010 roku zajął się produkcją krążka grupy Maroon 5 „Hands All Over”.
Unika kontaktu z mediami. Przez dziesięciolecia nie udzielił żadnego wywiadu. Żyje na uboczu, głównie w Szwajcarii. Lange odpowiada za produkcję jednych z najbardziej popularnych i bijących rekordy wszech czasów albumów. Znany jest z perfekcjonizmu i innowacji w dziedzinie miksowania nagrań wielośladowych.

## Życiorys
Robert John Lange urodził się w Mufulira w Północnej Rodezji (obecnie Zambia). Jego matka pochodziła z zamożnej niemieckiej rodziny. Ojciec był inżynierem górnictwa. W młodości był dużym fanem piosenkarza Slima Whitmana. W dojrzałym wieku rozpoczął studia w Belfast High School w Południowej Afryce, gdzie założył zespół muzyczny, w którym grał na gitarze rytmicznej i śpiewał.
Pod koniec lat 60. wraz z żoną Stevie van Kerken przeniósł się do Anglii, gdzie w 1970 roku pracował w zespole Hocus, w którym jego żona śpiewała. W pierwszej połowie lat 70., Lange rozwiódł się ze swoją żoną. W 1978 roku Lange napisał i wyprodukował singel z utworem „Ipswich Ipswich Get That Goal”, który był poświęcony drużynie Ipswich Town F.C. W roku 1976 rozpoczął swoją pracę jako producent muzyczny. Jego pierwszym sukcesem był singel grupy The Boomtown Rats „Rat Trap”, który zdobył pierwszą pozycję w Wielkiej Brytanii. W roku 1979 został producentem płyty „Highway to Hell australijskiej grupy hardrockowej AC/DC. Rok później wyprodukował jeden z najbardziej popularnych albumów wszech czasów „Back in Black” (AC/DC), który osiągnął bardzo duży sukces. W latach 80. współpracował m.in. z popularną grupą rockową Foreigner, dla której wyprodukował jeden album. W roku 1981, rozpoczął współpracę z grupą Def Leppard, dla której wyprodukował najbardziej kultowe albumy w jej dorobku: „High 'n' Dry”, „Pyromania” oraz „Hysteria”. W roku 1983 brał udział jako inżynier dźwięku przy nagrywaniu albumu „Flick of the Switch” grupy AC/DC. W roku 1991 rozpoczął współpracę z piosenkarzem Bryanem Adamsem. Wyprodukował album „Waking Up the Neighbours”, z którego pochodził wielki przebój Adamsa, „(Everything I Do) I Do It for You”. Utwór otrzymał nagrodę Grammy.
Po wysłuchaniu materiału wokalistki Shanii Twain, skontaktował się z nią i spędził wiele godzin na rozmowach telefonicznych. Spotkał się po sześciu miesiącach od pierwszego kontaktu i pobrali 28 grudnia 1993 roku. W 1995 roku wyprodukowany przez Langa album „The Woman in Me” zdobył nagrodę Grammy, natomiast 3 lata później, utwór „You’re Still the One” powtórzył ten wyczyn. W roku 1999 piosenka „Come On Over” także zdobyła nagrodę Grammy.
W roku 2008 został producentem singla piosenkarki Tary Blaise „Make You”, oraz brał udział jako producent w jej albumie „Great Escape”. W tym samym roku wyprodukował album kanadyjskiej grupy rockowej Nickelback, „Dark Horse”.
W 2010 roku Lange zajął się produkcją albumu „Hands All Over”, grupy Maroon 5.

## Wyprodukowane albumy
- City Boy – „City Boy”, 1976
- City Boy – Dinner at the Ritz”, 1976
- Graham Parker – „Heat Treatment”, 1976
- Supercharge– „Local Lads Make Good”, 1976
- City Boy – „Young Men Gone West”, 1977
- Clover – „Love On The Wire”, 1977
- Clover – „Unavailable”, 1977
- Supercharge – „Horizontal Refreshment”, 1977
- The Boomtown Rats – „The Boomtown Rats”, 1977
- The Rumour – „Max”, 1977
- Savoy Brown – „Savage Return”, 1978
- Michael Stanley Band – Cabin Fever, 1978
- City Boy – Book Early, 1978
- Outlaws – „Playin' to Win”, 1978
- The Boomtown Rats – „A Tonic for the Troops”, 1978
- Deaf School – „English Boys/Working Girls”, 1978
- City Boy – „The Day the Earth Caught Fire”, 1979
- The Records – „Shades In Bed”, 1979
- Supercharge – „Body Rhythm”, 1979
- The Boomtown Rats – „The Fine Art of Surfacing”, 1979
- AC/DC – „Highway to Hell”, 1979
- Broken Home – „Broken Home”, 1979
- AC/DC – „Back in Black”, 1980
- AC/DC – „For Those About to Rock We Salute You”, 1981
- Def Leppard – „High 'n' Dry”, 1981
- Foreigner – 4, 1981
- Def Leppard – „Pyromania”, 1983
- The Cars – „Heartbeat City”, 1984
- Loverboy – „Lovin' Every Minute of It”, 1986
- Def Leppard – „Hysteria”, 1987
- Romeo's Daughter – „Romeo's Daughter”, 1988
- Billy Ocean – „Tear Down These Walls”, 1989
- Bryan Adams – „Waking Up the Neighbours”, 1991
- Def Leppard – „Adrenalize”, 1992
- Michael Bolton – „The One Thing”, 1993
- Stevie Vann – „Stevie Vann”, 1995
- Bryan Adams – „18 'Til I Die”, 1996
- Shania Twain – „|The Woman in Me”, 1995
- Shania Twain – „Come on Over”, 1997
- The Corrs – „In Blue”, 2000
- Shania Twain – „Up!”, 2002
- Shania Twain – „Greatest Hits”, 2004
- Tara Blaise – „Great Escape”, 2008
- Nickelback – „Dark Horse”, 2008
- Maroon 5 – „Hands All Over”, 2010

## Producent utworów
- Stephen – „Right On Running Man”, 1974/1975
- XTC – „This Is Pop” (single version), 1978[3]
- Huey Lewis and the News – „Do You Believe in Love”, „Picture This”, 1982
- Billy Ocean – „Suddenly”, 1984
- Billy Ocean – „Love Zone”, 1986
- Céline Dion – „All The Way...A Decade Of Song”, 1999
- Backstreet Boys – „Backstreet's Back”, 1997
- Backstreet Boys – „Millennium”, 1999
- Céline Dion – „A New Day Has Come”, 2002
- Bryan Adams – „Room Service”, 2004
- Bryan Adams – „11”, 2008
- Anne Murray – „Anne Murray Duets: Friends & Legends”, 2007
- Tara Blaise – „Great Escape” („Make You”), 2008
- Lady Gaga – „You And I”, 2011

## Nagroda Grammy
- (1991) „(Everything I Do) I Do It for You” (Bryan Adams)
- (1995) „The Woman In Me” – Best Country Album
- (1998) – „You’re Still the One” – Best Country Song
- (1999) – „Come on Over” – Best Country Song